# Coalición Asturiana
Coalición Asturiana fue una coalición electoral entre los partidos políticos de Asturias (España) Unidá Nacionalista Asturiana (UNA) y Partíu Asturianista (PAS) para participar en las elecciones autonómicas de Asturias de mayo de 1991. En las elecciones generales de 1989, a las que ambos partidos se habían presentado por separado, UNA había obtenido un 0,54% de votos y PAS un 0,57%.
El cabeza de la lista fue Xuan Xosé Sánchez Vicente, presidente del PAS, que fue elegido diputado autonómico con 14.500 votos. El número dos era José Suárez "Felechosa", de la UNA.
Poco después de una frustrada negociación de fusión entre ambas organizaciones (un año después del comienzo de la legislatura) se rompió la Coalición Asturiana con un cruce dialéctico entre los líderes de ambas. José Suárez "Felechosa", de la UNA, y Xuan Xosé Sánchez Vicente, del PAS, llegando a pedir a Sánchez Vicente la renuncia al acta de diputado, disolviéndose la UNA al poco. Miembros de UNA como Felechosa (que después estaría en la Liga Asturiana, y sería concejal en Oviedo por el PP), Pepe Fernández Alonso (que luego sería Secretario de Organización del Partíu Asturianista) y Juan Carlos Fernández Castañón (posteriormente miembro de la nueva Unidá Nacionalista Asturiana) llegarían a registrar en el Registro de Partidos el Partido de Coalición Asturiana.
En las siguientes elecciones el PAS se presentó en solitario en 1995 y Sánchez Vicente conservó el escaño.